# Николаевск (Волгоградска област)
Николаевск (на руски: Николаевск) е град в Русия, административен център на Николаевски район, Волгоградска област. Населението му към 1 януари 2018 година е 13 660 души.